# Saige Martin
Saige Martin là một nghệ sĩ người Mỹ, giám đốc quỹ, và chính khách. Dân chủ, Martin là một trong những người đồng tính công khai đầu tiên, người Latinx đầu tiên và là người trẻ nhất từng ngồi trong Hội đồng Thành phố Raleigh. Ông phục vụ từ năm 2019 đến năm 2020, khi ông từ chức vì các cáo buộc tấn công tình dục và hành vi sai trái.

## Đầu đời và sự nghiệp
Martin được sinh ra trong sự chăm sóc nuôi dưỡng của cha mẹ mười lăm tuổi. Ông là người gốc Puerto Rico về phía cha mình. Ông lớn lên vô gia cư ở Hạt Bucks, Pennsylvania sau khi mẹ ông bị buộc rời khỏi nhà nuôi dưỡng của bà. Anh tốt nghiệp Trường Trung học Pennridge.
Martin có bằng cử nhân nghệ thuật về Nhân chủng học văn hóa tại Đại học Hawaii Thái Bình Dương, nơi ông làm Chủ tịch Hội sinh viên. Với vai trò là chủ tịch, ông đã làm việc với thành phố Honolulu, hạt và Văn phòng Thống đốc về nhiều vấn đề ảnh hưởng đến các sinh viên tại trường đại học. Martin có bằng tốt nghiệp về Nghệ thuật và Thiết kế của Đại học bang North Carolina. Khi còn là sinh viên tốt nghiệp, ông đã dành một kỳ nghỉ mùa đông tình nguyện với một tổ chức phi lợi nhuận ở biên giới Mexico Hoa Kỳ. Vào tháng 3 năm 2019, ông đã trình bày một hiệu suất đa phương tiện tại Hội nghị chuyên đề CRDM. Martin cũng đã làm việc với Liên Hợp Quốc ở Thổ Nhĩ Kỳ khi đang học một học kỳ tại Đại học Koç, giúp đỡ những người tị nạn Syria chạy trốn khỏi Nội chiến Syria, và là một phần của Chiến dịch Thiên niên kỷ của Liên Hợp Quốc tại thành phố New York. Ông đã đi đến mười lăm quốc gia thay mặt Liên Hợp Quốc để tham gia Khảo sát toàn cầu của Hoa Kỳ. Ông đã làm việc cho chiến dịch tranh cử tổng thống năm 2012 của Tổng thống Barack Obama ở miền nam Philadelphia và là cố vấn truyền thông cho chiến dịch tranh cử tổng thống năm 2016 của Ngoại trưởng Hillary Clinton.
Martin hiện đang làm Giám đốc Quỹ, giúp thí điểm các mô hình tài trợ mới cho các tổ chức phi lợi nhuận. Ông đã phục vụ trong các ban của Trung tâm Hy vọng tại Pullen, Tổ chức Tình yêu Công lý và LEAD NC.